# Ludovic Quistin
Ludovic Quistin (ur. 24 maja 1984 – 28 maja 2012) – piłkarz z Gwadelupy, grający na pozycji pomocnika. Był kuzynem reprezentanta Francji Williama Gallasa. Zginął w wypadku samochodowym.